# Das neue Abenteuer
Das neue Abenteuer war eine in der DDR erschienene, an Jugendliche gerichtete populäre Heft-Reihe mit Erzählungen der Genres Abenteuer, Historie, Krimi und Science Fiction. Es erschienen Neuerscheinungen, Wiederveröffentlichungen und auch Übersetzungen sowohl zeitgenössischer Autoren als auch von Klassikern.
Eine in Österreich herausgegebene ähnliche Reihe steht in keinem Zusammenhang mit den DDR-Reihen.

## Kurze Editionsgeschichte
Erstmals erschienen unter dieser Reihenbezeichnung 10 Hefte in den Jahren 1949 bis 1950 im Verlag Neues Leben, Berlin. Unter der gleichen Bezeichnung lief die Reihe dann mit verändertem Layout im gleichen Verlag von 1952 bis 1990. Sie erschien bis einschließlich 1959 halbmonatlich, ab 1960 dann monatlich. Das Einzelheft kostete konstant 25 Pfennig. Die Auflage der einzelnen Hefte war sehr groß; die ersten erschienen mit 100.000 Exemplaren, 1955 wurden bereits 265.000 von jeder Ausgabe gedruckt. Remittenden gab es nicht. Wegen der großen Nachfrage wurden einzelne Hefte in einer Auflage von zusätzlich 50.000 Stück sogar nachgedruckt (so die Nummern 38, 39, 42, 46, 49, 50, 54, 55, 57 und 62).
Die Umschlaggestaltung der zweiten Reihe lässt sich in drei „Serien“ einteilen:
- Bis zur Nummer 99 zeigte die Titelseite sowohl oben als auch unten zwei schräge gelbe Streifen (oben der Titel und der Preis und unten die Reihenbezeichnung und -nummer). Das Format war 20,5 × 14,5 cm.
- Von der Nummer 100 bis zur Nummer 350 entfiel der obere schräge gelbe Streifen und es war nur noch der untere Streifen sichtbar. Titel und Preis wurden in die Titelillustration integriert. Das Format änderte sich auf 20 × 14 cm.
- Danach folgte ab Nummer 351 das charakteristische gelb-schwarze Titel-Layout im oberen Drittel mit einer darunter abgedruckten Illustration.

## Liste 01–10 (1949–1950)
| Nr. | Titel                           | Autor                |
| --- | ------------------------------- | -------------------- |
| 01  | Tod im Dschungel                | Peter Wipp           |
| 02  | Der Mord in der Rue Morgue      | Edgar Allan Poe      |
| 03  | Wettlauf mit dem Tod            | Jack London          |
| 04  | Der Gefangene im Kaukasus       | Lew Tolstoi          |
| 05  | Piratengold                     | Edgar Allan Poe      |
| 06  | Der letzte Ritt                 | George Roberts       |
| 07  | Die Flucht über die Kordilleren | Friedrich Gerstäcker |
| 08  | Das Geheimnis des Felipe Rivera | Jack London          |
| 09  | Der Ritt ins Ungewisse          | Reinhard Junge       |
| 10  | Der Ruf vom Nanga Parbat        | Fritz W. Enskat      |

## Liste 001–522 (1952–1990)
| Nr. | Jahr | Titel                                                                     | Autor                                           | Illustrator                                    |
| --- | ---- | ------------------------------------------------------------------------- | ----------------------------------------------- | ---------------------------------------------- |
| 01  | 1952 | Das geheimnisvolle Wrack                                                  | Gerhard Bengsch                                 | Heinz Rammelt                                  |
| 02  | 1952 | Herbert Bachmanns große Reise                                             | Ludwig Turek                                    | Heinz Rammelt                                  |
| 03  | 1952 | Die Tragödie des Learco Rovidas                                           | Karl Plättke                                    | Heinz Rammelt                                  |
| 04  | 1952 | Das Ende des Pistolero                                                    | Walter Stein                                    | Heinz Rammelt                                  |
| 05  | 1952 | Die Nacht im Grenzwald                                                    | Peter Kast                                      | Heinz Rammelt                                  |
| 06  | 1953 | Die Blume von Bellecour                                                   | Lex Landau                                      | Heinz Rammelt                                  |
| 07  | 1953 | eqt meldet sich wieder                                                    | Fried Wilde                                     | Heinz Rammelt                                  |
| 08  | 1953 | Um 7.30 platzt die Bombe                                                  | Gerhard Hardel                                  | Heinz Rammelt                                  |
| 09  | 1953 | Alarm vor der Küste                                                       | Horst H. Bernhardt                              | Heinz Rammelt                                  |
| 010 | 1953 | Nordpolfahrt im Jahre 2000                                                | Klaus Kunkel                                    | Heinz Rammelt                                  |
| 011 | 1953 | 10000 Pesetas auf den Kopf des Roten Reiters                              | Thomas Thermöhlen                               | Heinz Rammelt                                  |
| 012 | 1953 | Jagd auf der Autobahn                                                     | Peter Kast                                      | Heinz Rammelt                                  |
| 013 | 1953 | Tal der toten Männer                                                      | Lex Landau                                      | Heinz Rammelt                                  |
| 014 | 1953 | Windstärke 0                                                              | Walter Gorrish                                  | Heinz Rammelt                                  |
| 015 | 1953 | Blinkzeichen blieben ohne Antwort                                         | Rainer Kerndl                                   | Heinz Rammelt                                  |
| 016 | 1953 | Holzdiebe im Jagen 45                                                     | Hanns Krause                                    | Heinz Rammelt                                  |
| 017 | 1953 | Die Flucht über die Kordilleren                                           | Friedrich Gerstäcker                            | Prof. Burckhardt                               |
| 018 | 1953 | Die goldenen Arme                                                         | Klaus Kunkel                                    | Heinz Rammelt                                  |
| 019 | 1953 | In den Urwäldern des Gran Chaco                                           | Rudolf Ehrenpfordt                              | Heinz Rammelt                                  |
| 020 | 1953 | Das Geheimnis des Felipe Rivera                                           | Jack London                                     | Heinz Rammelt                                  |
| 021 | 1953 | Im Brunnenloch gefangen                                                   | Paul Körner-Schrader                            | Heinz Rammelt                                  |
| 022 | 1953 | Halbhoch ins Netz                                                         | Horst H. Bernhardt                              | Heinz Rammelt                                  |
| 023 | 1953 | Der Mann im Dschungel                                                     | Alexander Morosow                               | Heinz Rammelt                                  |
| 024 | 1953 | Unternehmen Z....A.....                                                   | Peter Kast                                      | Heinz Rammelt                                  |
| 025 | 1953 | Als der Morgen graute                                                     | Walter Gorrish                                  | Heinz Rammelt                                  |
| 026 | 1953 | Gummi vom Rio Negro                                                       | Horst H. Bernhardt                              | Heinz Rammelt                                  |
| 027 | 1953 | Im gläsernen Flugzeug durch die Schallmauer                               | Klaus Kunkel                                    | Heinz Rammelt                                  |
| 028 | 1953 | Anschlag auf „E 7“                                                        | Hans-Günter Krack                               | Heinz Rammelt                                  |
| 029 | 1953 | Das Kesseltreiben                                                         | Iwan Walentinow                                 | Eberhard Binder-Staßfurt                       |
| 030 | 1953 | Feuer im Hafen                                                            | Walter Arnold                                   | Heinz Rammelt                                  |
| 031 | 1954 | Schüsse in der Nacht                                                      | Ulrich Waldner                                  | Fritz Ahlers                                   |
| 032 | 1954 | Der Totspieler                                                            | Emil Rudolf Greulich                            | Fritz Ahlers                                   |
| 033 | 1954 | Der grünen Hölle entronnen                                                | Lothar Heinze                                   | Fritz Ahlers                                   |
| 034 | 1954 | Die letzte Fahrt der „Anna Sörensen“                                      | Hanns Krause                                    | Fritz Ahlers                                   |
| 035 | 1954 | Das gelbe Kreuz                                                           | Boris Djacenko                                  | Fritz Ahlers                                   |
| 036 | 1954 | König Zambiris Ende                                                       | Friedrich Gerstäcker                            | Fritz Ahlers                                   |
| 037 | 1954 | Der Tod macht halt                                                        | Ulrich Waldner                                  | Fritz Ahlers                                   |
| 038 | 1954 | 200000 für Francasal                                                      | Otto Bonhoff                                    | Fritz Ahlers                                   |
| 039 | 1954 | Freiheit oder Bananen                                                     | Rudolf H. Daumann                               | Fritz Ahlers                                   |
| 040 | 1954 | Gold im Urwald                                                            | Paul Schmidt-Elgers                             | Fritz Ahlers                                   |
| 041 | 1954 | Greif greift ein                                                          | Emil Rudolf Greulich                            | Fritz Ahlers                                   |
| 042 | 1954 | Ein Grünschnabel fällt in den Delaware                                    | Herbert Moll                                    | Fritz Ahlers                                   |
| 043 | 1954 | Partisanen vom Moukata Dag                                                | Horst H. Bernhardt                              | Fritz Ahlers                                   |
| 044 | 1954 | Jaguar 1 kehrt nicht zurück                                               | Gerhard Kozyk                                   | Fritz Ahlers                                   |
| 045 | 1954 | Überfall auf den Zirkus                                                   | Hanns Krause                                    | Fritz Ahlers                                   |
| 046 | 1954 | Monika und die grüne Sonne                                                | Klaus Kunkel                                    | Fritz Ahlers                                   |
| 047 | 1954 | Ein Wettlauf um eine Million                                              | Jack London                                     | Fritz Ahlers                                   |
| 048 | 1954 | Jean Bounins letzte Fahrt                                                 | Karl Plättke                                    | Fritz Ahlers                                   |
| 049 | 1954 | Die entscheidende Nacht                                                   | Peter Kast                                      | Fritz Ahlers                                   |
| 050 | 1954 | Öl aus Abadan                                                             | Karl-Heinz Pollak                               | Fritz Ahlers                                   |
| 051 | 1954 | Funkspruch aus Kubberlitz                                                 | Gerhard Bengsch                                 | Fritz Ahlers                                   |
| 052 | 1954 | Panik                                                                     | Walter Koch                                     | Fritz Ahlers                                   |
| 053 | 1954 | Warum schweigt Anna Kersten?                                              | Ernst Offermanns / Kurt Herwarth Ball           | Fritz Ahlers                                   |
| 054 | 1955 | Die Befreiung aus dem Zuchthaus                                           | Werner Ilberg                                   | Fritz Ahlers                                   |
| 055 | 1955 | Der Untergang der „Golden Arrow“                                          | Emil Rudolf Greulich                            | Fritz Ahlers                                   |
| 056 | 1955 | Der schwarze Blitz                                                        | Heinz Rusch                                     | Fritz Ahlers                                   |
| 057 | 1955 | Schildkröten am Orinoco                                                   | Rudolf H. Daumann                               | Heinz Rammelt                                  |
| 058 | 1955 | Palermo auf richtigem Kurs                                                | Ludwig Turek                                    | Fritz Ahlers                                   |
| 059 | 1955 | Die Flucht aus der Hölle                                                  | Herbert Ziergiebel                              | Fritz Ahlers                                   |
| 060 | 1955 | Gluthauch über Krakatau                                                   | Horst H. Bernhardt                              | Fritz Ahlers                                   |
| 061 | 1955 | Die Nacht des Käuzchens                                                   | Eduard Claudius                                 | Fritz Ahlers                                   |
| 062 | 1955 | Der Kampf um die Südwand                                                  | Joachim Goll                                    | Fritz Ahlers                                   |
| 063 | 1955 | Das Geheimnis der Rotomaten                                               | Emil Rudolf Greulich                            | Fritz Ahlers                                   |
| 064 | 1955 | John Mertens Gefährte                                                     | Ulrich Waldner                                  | Heinz Rammelt                                  |
| 065 | 1955 | Wer rief Überfall 01?                                                     | Kurt Herwarth Ball                              | Fritz Ahlers                                   |
| 066 | 1955 | Im Sumpfe des Mokele Mbamba                                               | Klaus Kunkel                                    | Fritz Ahlers                                   |
| 067 | 1955 | Eldorado                                                                  | Paul Schmidt-Elgers                             | Fritz Ahlers                                   |
| 068 | 1955 | Das grüne Gespenst                                                        | Gerhard Bengsch                                 | Fritz Ahlers                                   |
| 069 | 1955 | Dschunken im Perlfluß                                                     | Joachim Goll                                    | Fritz Ahlers                                   |
| 070 | 1955 | Steve findet seine Brüder                                                 | Peter Wipp                                      | Fritz Ahlers                                   |
| 071 | 1955 | Die Nacht der Bären                                                       | Manfred Jordan                                  | Fritz Ahlers                                   |
| 072 | 1955 | Jäger ohne Beute                                                          | Günter Kunert                                   | Fritz Ahlers                                   |
| 073 | 1955 | Mauki, der Buschmann                                                      | Rudolf H. Daumann                               | Fritz Ahlers                                   |
| 074 | 1955 | Einer sagt nein                                                           | Johanna & Günter Braun                          | Fritz Ahlers                                   |
| 075 | 1955 | Die Versprengten                                                          | Peter Kast                                      | Fritz Ahlers                                   |
| 076 | 1955 | Ein Taugenichts stellt eine Falle                                         | Joachim Kupsch                                  | Fritz Ahlers                                   |
| 077 | 1955 | Wie St. Nikolaus nach Simpsons Bar kam                                    | Francis Bret Harte                              | Fritz Ahlers                                   |
| 078 | 1955 | José Zorillas letzter Stier                                               | Johanna & Günter Braun                          | Fritz Ahlers                                   |
| 079 | 1956 | Sklaven für Medina                                                        | Peter Wipp                                      | Fritz Ahlers                                   |
| 080 | 1956 | Auf dem Monde                                                             | Konstantin Ziolkowski                           | Fritz Ahlers                                   |
| 081 | 1956 | Schüsse über der Ostsee                                                   | Wolfgang Schreyer                               | Fritz Ahlers                                   |
| 082 | 1956 | Die Eismeerfahrer                                                         | Herbert Eggert                                  | Werner Kulle                                   |
| 083 | 1956 | Der Pfad des Verderbens                                                   | Frank Mann                                      | Fritz Ahlers                                   |
| 084 | 1956 | Flucht in die Wüste                                                       | Heinz Vieweg                                    | Werner Kulle                                   |
| 085 | 1956 | Goldtransport                                                             | Eduard Klein                                    | Werner Kulle                                   |
| 086 | 1956 | Gefangene des ewigen Kreises                                              | Günther Krupkat                                 | Werner Kulle                                   |
| 087 | 1956 | Der Schiffszimmermann                                                     | Friedrich Gerstäcker                            | Fritz Ahlers                                   |
| 088 | 1956 | Jeder kennt Pratton                                                       | Gerhard Achterberg                              | Fritz Ahlers                                   |
| 089 | 1956 | Der Kommissar am Rhein                                                    | Willi Bredel                                    | Fritz Ahlers                                   |
| 090 | 1956 | Ein harmloser Urlauber                                                    | Kurt Herwarth Ball                              | Robert Rehfeldt                                |
| 091 | 1956 | Hitlers Befehl                                                            | Erich Loest                                     | Hans Betcke                                    |
| 092 | 1956 | Perlen, Haie, Kraken                                                      | Günter Prodöhl                                  | Fritz Ahlers                                   |
| 093 | 1956 | Der schwere Brummer                                                       | Franz Popp                                      | Robert Rehfeldt                                |
| 094 | 1956 | Okapi das falsche Johnstonpferd                                           | Rudolf H. Daumann                               | Fritz Ahlers                                   |
| 095 | 1956 | Seidenfaden gegen Henkerstrick                                            | Emil Rudolf Greulich                            | Ingo Kirchner                                  |
| 096 | 1956 | Tsuko und der Medizinmann                                                 | Günter & Johanna Braun                          | Fritz Ahlers                                   |
| 097 | 1956 | Geschäft mit Barbara                                                      | Kurt Herwarth Ball                              | Robert Rehfeldt                                |
| 098 | 1956 | Unter uns ist ein Spitzel                                                 | Martin Kluge                                    | Ingo Kirchner                                  |
| 099 | 1956 | Der Jäger vom Jochberg                                                    | Friedrich Lange                                 | Otto Haikenwälder                              |
| 100 | 1956 | Die Drachen leben                                                         | Rudolf H. Daumann                               | Eberhard Binder-Staßfurt                       |
| 101 | 1956 | Der Blockadebrecher                                                       | Jules Verne                                     | Werner Kulle                                   |
| 102 | 1956 | Das sonderbare Duell                                                      | Friedrich Gerstäcker                            | Gerhard Goßmann                                |
| 103 | 1957 | Hinter der Roten Gardine                                                  | E. Salzer / M. Cordes                           | Eberhard Binder-Staßfurt                       |
| 104 | 1957 | Das Mädchen von Simsdorf                                                  | Gerhard Hardel                                  | Karl Stratil                                   |
| 105 | 1957 | Brand im Schacht                                                          | Heinz Müller                                    | Bernhard Kluge                                 |
| 106 | 1957 | Eine Mannschaft kämpft um ihr Schiff                                      | Edward Ellsberg                                 | Karl Fischer                                   |
| 107 | 1957 | ... fährt doch nach Port Said                                             | Kurt Herwarth Ball                              | Hans Betcke                                    |
| 108 | 1957 | Der Schwarze                                                              | Peter Kilian                                    | Herbert Wohlert                                |
| 109 | 1957 | Der Feuerberg                                                             | Eduard Klein                                    | Ursula Wendorff-Weidt                          |
| 110 | 1957 | Flucht aus Babylon                                                        | Herbert Schirrmacher                            | Fritz Ahlers                                   |
| 111 | 1957 | Sonderauftrag                                                             | Kurt Herwarth Ball                              | Manfred Stobbe                                 |
| 112 | 1957 | Aktion Bumerang, Teil I                                                   | Erich Loest                                     | Hans Mau                                       |
| 113 | 1957 | Aktion Bumerang, Teil II                                                  | Erich Loest                                     | Hans Mau                                       |
| 114 | 1957 | Kobalt 60                                                                 | Günther Krupkat                                 | Rudolf Lipus                                   |
| 115 | 1957 | Verschollen – Auf den Spuren des Obersten Fawcett, Teil I                 | Tex Harding                                     | Gerhard Goßmann                                |
| 116 | 1957 | Verschollen – Auf den Spuren des obersten Fawcett, Teil II                | Tex Harding                                     | Gerhard Goßmann                                |
| 117 | 1957 | Das Geheimnis der Rue de Bourgogne                                        | Roger Grillon                                   | Heinz Hendrich                                 |
| 118 | 1957 | Tarzans Glück und Ende                                                    | Emil Rudolf Greulich                            | Karl Fischer                                   |
| 119 | 1957 | Alarm auf Station Einstein, Teil I                                        | Kurt Herwarth Ball / Lothar Weise               | Günter Goeltzer                                |
| 120 | 1957 | Alarm auf Station Einstein, Teil II                                       | Kurt Herwarth Ball / Lothar Weise               | Günter Goeltzer                                |
| 121 | 1957 | Die ewige Flamme von Moreni                                               | Dieter Mendelsohn                               | Fritz Bley                                     |
| 122 | 1957 | Das Lächeln der Simone Gruteau                                            | Kurt Herwarth Ball                              | Werner Ruhner                                  |
| 123 | 1957 | Bären-Anthys Goldfieber                                                   | Ernst Röhner                                    | Rainer Stuchlik                                |
| 124 | 1957 | Die Herren der Pampa                                                      | Johanna & Günter Braun                          | Herbert Wohlert                                |
| 125 | 1957 | Das Abenteuer in der Neujahrsnacht                                        | Heinrich Zschokke                               | Werner Kulle                                   |
| 126 | 1958 | Rauschgift                                                                | Georg Stephan                                   | Herbert Grützmacher                            |
| 127 | 1958 | Der Fall Bernwieser                                                       | Franz Popp                                      | Karl Fischer                                   |
| 128 | 1958 | Mord in Panama                                                            | Dieter Mendelsohn                               | Werner Kulle                                   |
| 129 | 1958 | Kurier für sechs Taler                                                    | Johanna & Günter Braun                          | Gerhard Goßmann                                |
| 130 | 1958 | Die schwarze 13                                                           | Emil Rudolf Greulich                            | Wolfgang Würfel                                |
| 131 | 1958 | In den Jagdgründen der Aparays                                            | Richard Krumbholz                               | Eberhard Binder-Staßfurt                       |
| 132 | 1958 | Der Schatten des Toten                                                    | Gerhard Hörnke                                  | Eberhard Binder-Staßfurt                       |
| 133 | 1958 | Die Nacht mit Beppone                                                     | Joachim Kupsch                                  | Werner Kulle                                   |
| 134 | 1957 | Signale von der Venus                                                     | Kurt Herwarth Ball / Lothar Weise               | Gerhard Goßmann                                |
| 135 | 1958 | Die Flucht                                                                | Eduard Klein                                    | Herbert Wohlert                                |
| 136 | 1958 | Der schwarze Jack                                                         | Frank Mann                                      | Heinz Ebel                                     |
| 137 | 1958 | Der Gefangene der Hyksos                                                  | Herbert Schirrmacher                            | Gerhard Goßmann                                |
| 138 | 1958 | Gold                                                                      | Ulrich Waldner                                  | Werner Kulle                                   |
| 139 | 1958 | Piraten vor den Azoren, Teil I                                            | Gleb Golubjew                                   | Heiner Vogel                                   |
| 140 | 1958 | Piraten vor den Azoren, Teil II                                           | Gleb Golubjew                                   | Heiner Vogel                                   |
| 141 | 1958 | Brennende Ruhr, Teil I                                                    | Karl Grünberg                                   | Klaus Weber                                    |
| 142 | 1958 | Brennende Ruhr, Teil II                                                   | Karl Grünberg                                   | Klaus Weber                                    |
| 143 | 1958 | Gauner im Vogelhaus                                                       | Günter & Johanna Braun                          | Werner Kulle                                   |
| 144 | 1958 | Moses und der Geist des Mönchs                                            | Rudi Strahl                                     | Herbert Wohlert                                |
| 145 | 1958 | In der Taiga verirrt                                                      | Siegfried Fischer                               | Heinz Hendrich                                 |
| 146 | 1958 | Die Flucht aus dem „Eden“                                                 | Karl Grünberg                                   | Erhard Schreier                                |
| 147 | 1958 | Die List des Alexias                                                      | Herbert Schirrmacher                            | Heinz Ebel                                     |
| 148 | 1958 | Rätsel um den Grauen                                                      | Emil Rudolf Greulich                            | Werner Kulle                                   |
| 149 | 1958 | Ein Stiergefecht auf der Mission Dolores / Der Alcalde von Lapeza         | Friedrich Gerstäcker / Pedro Antonio de Alarcón | Erhard Schreier                                |
| 150 | 1959 | Diener des Teufels                                                        | Karl-Heinz Küster                               | Ilse Unterstein                                |
| 151 | 1959 | Der Verrat                                                                | Eduard Klein                                    | Heiner Vogel                                   |
| 152 | 1959 | Krieg in der Wüste – I. Teil                                              | Martin Kluge                                    | Erhard Schreier                                |
| 153 | 1959 | Krieg in der Wüste – II. Teil                                             | Martin Kluge                                    | Erhard Schreier                                |
| 154 | 1959 | Die dritte Hülse                                                          | Siegfried Kühner                                | Walter Nauer                                   |
| 155 | 1959 | Ein Menschenschicksal                                                     | Michail Scholochow                              | Erhard Schreier                                |
| 156 | 1959 | Der Öltank                                                                | Ulrich Waldner                                  | Magdalena Richter                              |
| 157 | 1959 | Burle, ein kleiner Amerikaner                                             | Franz Popp                                      | Regina Köhler                                  |
| 158 | 1959 | Michaels Entscheidung                                                     | Siegfried Stephan                               | Erhard Schreier                                |
| 159 | 1959 | Freundschaft am Scheideweg                                                | Georg Kubiak                                    | Ilse Unterstein                                |
| 160 | 1959 | Verdacht gegen M.                                                         | Emil Rudolf Greulich                            | Erhard Schreier                                |
| 161 | 1959 | Brand im Mondobservatorium                                                | Kurt Herwarth Ball / Lothar Weise               | Hans-Hermann Schlicker                         |
| 162 | 1959 | Das Gold der „Santissima Trinidad“ – I. Teil                              | Ulrich Waldner                                  | Erhard Schreier                                |
| 163 | 1959 | Das Gold der „Santissima Trinidad“ – II. Teil                             | Ulrich Waldner                                  | Erhard Schreier                                |
| 164 | 1959 | Nacht über Holy Oak                                                       | Hermann Turowski                                | Gerd Raddatz                                   |
| 165 | 1959 | Auf Orchideenjagd                                                         | Richard Krumbholz                               | Jürgen Wittdorf                                |
| 166 | 1959 | Kampf mit dem weißen Tod                                                  | Ulrich Waldner                                  | Erhard Schreier                                |
| 167 | 1959 | Die Flüchtlinge von Sachalin                                              | Wladimir Korolenko                              | Gerd Raddatz                                   |
| 168 | 1959 | Das Kloster der heiligen Schlange                                         | Arne Leonhardt                                  | Hans-Joachim Schlicker                         |
| 169 | 1959 | Wendung im Fall Kilversberg                                               | Gerhard Bengsch                                 | Erhard Schreier                                |
| 170 | 1959 | Der Mann aus Zimmer 11                                                    | Gert Geerth                                     | Heinz Ebel                                     |
| 171 | 1959 | Auftrag des Gewissens                                                     | Georg Kubiak                                    | Klaus Weber                                    |
| 172 | 1959 | Die Erzählung des Colonels                                                | Herbert Schirrmacher                            | Regina Köhler                                  |
| 173 | 1960 | Umweg nach Blida                                                          | Ahmed Treffz                                    | Herbert Wohlert                                |
| 174 | 1960 | Das Herz der Schlange, 1. Teil                                            | Iwan Jefremow                                   | Hans-Hermann Schlicker                         |
| 175 | 1960 | Das Herz der Schlange, 2. Teil                                            | Iwan Jefremow                                   | Hans-Hermann Schlicker                         |
| 176 | 1960 | Die Rote Hand                                                             | Hermann Barkhoff                                | Walter Nauer                                   |
| 177 | 1960 | Das Lied des Vaqueiros                                                    | Frank Mann                                      | Lanzendorf                                     |
| 178 | 1960 | Aktion S – Frei nach Akten der Transportpolizei                           | Ulrich Waldner                                  | Erhard Schreier                                |
| 179 | 1960 | Spion über den Wolken                                                     | Ulrich Waldner                                  | Erhard Schreier                                |
| 180 | 1960 | Der Schwur des Anton Born                                                 | Emil Rudolf Greulich                            | Klaus Hennig                                   |
| 181 | 1960 | Der Gefangene im Kaukasus                                                 | Lew Tolstoi                                     | Hans Mau                                       |
| 182 | 1960 | Paez, General der Llaneros                                                | Bernhard Faust                                  | Hildegard Gerbeth-Schröder                     |
| 183 | 1961 | Ponte di amore                                                            | Wolfgang Polte                                  | Erhard Schreier / Heinz Löffler                |
| 184 | 1961 | Schüsse am Gefängnis                                                      | Rudolf Bartsch                                  | Hans Mau                                       |
| 185 | 1961 | Unterwegs nach Warschau                                                   | Georg Kubiak                                    | Klaus Hennig                                   |
| 186 | 1961 | Im Hafen von Punta Arenas                                                 | Heinz Heydecke                                  | Horst Schönfelder                              |
| 187 | 1961 | Ein Mann ist verschwunden                                                 | Rolf Hempel                                     | Erhard Schreier                                |
| 188 | 1961 | Der Bauer aus Beli Mel                                                    | Iwan Wasow                                      | Ernest Gustav Reuter                           |
| 189 | 1961 | Mensch im All                                                             | Ulrich Waldner                                  | Erhard Schreier                                |
| 190 | 1961 | Treffpunkt Ecke Grünstraße. Nach wahren Begebenheiten aus dem Jahre 1932  | Otto Wiesner                                    | Klaus Weber                                    |
| 191 | 1961 | Handstreich am Jatran                                                     | Ulrich Waldner                                  | Erhard Schreier                                |
| 192 | 1961 | Die Drachmensammlung                                                      | Kurt Herwarth Ball                              | Hildegard Gerbeth-Schröder                     |
| 193 | 1961 | Das alte Tschiki                                                          | Heinz Kessler                                   | Ernest Gustav Reuter                           |
| 194 | 1961 | Im Wald von Lomza                                                         | Georg Kubiak                                    | Horst Schönfelder                              |
| 195 | 1962 | Am Rande der Geisterschlucht                                              | Annette Strela                                  | Erhard Schreier / Magdalena Richter            |
| 196 | 1962 | Tschelkasch                                                               | Maxim Gorki                                     | Erhard Schreier                                |
| 197 | 1962 | Rückkehr auf dem Irawadi                                                  | Herbert de Lamboy & Hans-Peter Schulze          | Robert Rehfeldt                                |
| 198 | 1962 | Razzia um Mitternacht                                                     | Jan Koplowitz                                   | Ernest Gustav Reuter                           |
| 199 | 1962 | Trommeln am Lutambasee                                                    | Frank Mann                                      | Heinz Rammelt                                  |
| 200 | 1962 | Auf eigene Faust                                                          | Georg Kubiak                                    | Erhard Schreier                                |
| 201 | 1962 | Der Goldkäfer                                                             | Edgar Allan Poe                                 | Erhard Schreier                                |
| 202 | 1962 | Brandos Geheimnis                                                         | Stefan Schoblocher                              | Ernest Gustav Reuter                           |
| 203 | 1962 | Der Stierkopf                                                             | Eberhard Panitz                                 | Ernest Gustav Reuter                           |
| 204 | 1962 | Der Grenzkommissar von Ellistown                                          | Ferdinand May                                   | Gerhard Goßmann                                |
| 205 | 1962 | Auftrag an Toni 15                                                        | Günter Schmitt                                  | Hans Räde                                      |
| 206 | 1962 | Die Männer vom Tank 26                                                    | Frank Mann                                      | Erhard Schreier                                |
| 207 | 1962 | Im Urwald verborgen                                                       | Rudolf Luskač                                   | Robert Rehfeldt                                |
| 208 | 1963 | Tatort unbekannt                                                          | Lex Landau                                      | Heinz Ebel                                     |
| 209 | 1963 | Anreuth, Zelle 211. Nach Tatsachen frei gestaltet                         | Emil Rudolf Greulich                            | Klaus Poche                                    |
| 210 | 1963 | Ein Roboter bricht aus                                                    | Arkadi und Boris Strugazki                      | Erhard Schreier                                |
| 211 | 1963 | Die Sieben von Saint Paul                                                 | Rolf Avena                                      | Erhard Schreier                                |
| 212 | 1963 | Die Nacht in La Corona                                                    | Eberhard Panitz                                 | Hans Mau                                       |
| 213 | 1963 | Die Abenteuer des Obristen Hendrygk                                       | Margarete Neumann                               | Gerhard Goßmann                                |
| 214 | 1963 | Leben                                                                     | Peter Löpelt                                    | Gerhard Rappus                                 |
| 215 | 1963 | Der Untergang der „Astronautic“                                           | Carlos Rasch                                    | Hans Räde                                      |
| 216 | 1963 | Mord ohne Spuren                                                          | Kurt Herwarth Ball                              | Johanna Rank                                   |
| 217 | 1963 | Unternehmen Teufelssumpf                                                  | Harry Kaufmann                                  | Erhard Schreier                                |
| 218 | 1963 | Tatbestand Diebstahl                                                      | Ulrich Waldner                                  | Erhard Schreier                                |
| 219 | 1964 | Der Kommandant der Vogelinsel                                             | Sergei Dikowski                                 | Gerhard Goßmann                                |
| 220 | 1964 | Das gefälschte Protokoll                                                  | Heinz Beck                                      | Hans Mau                                       |
| 221 | 1964 | Der Aufstand von Wolowce                                                  | Karl-Emil Franzos                               | Karl Fischer                                   |
| 222 | 1964 | Cristobal und die Insel                                                   | Eberhard Panitz                                 | Johanna Rank                                   |
| 223 | 1964 | In San Pedro de Macoris                                                   | Rolf Müller                                     | Erhard Schreier                                |
| 224 | 1964 | Stadtpark 22.15 Uhr                                                       | Horst Boas                                      | Sieghard Dittner                               |
| 225 | 1964 | Bis zum letzten Atemzug                                                   | Emil Rudolf Greulich                            | Werner Ruhner                                  |
| 226 | 1964 | Schwarzer Marathon                                                        | Rolf Wohlgemuth                                 | Erhard Schreier                                |
| 227 | 1964 | Fahrerflucht                                                              | Klaus D. Winzer                                 | Hans Mau                                       |
| 228 | 1964 | Das Licht im Turm                                                         | Manfred Jordan                                  | Gerhard Goßmann                                |
| 229 | 1964 | Tatzeuge am Erscheinen verhindert                                         | Herbert Moll                                    | Angel Panajotow                                |
| 230 | 1964 | Der unheimliche Marsnebel                                                 | Udo Gatz                                        | Sieghard Dittner                               |
| 231 | 1965 | Stadthauptmann Karst                                                      | Gerhard Beutel                                  | Gerhard Goßmann                                |
| 232 | 1965 | Die letzte Haifischjagd                                                   | Heinz Heydecke                                  | Erhard Schreier                                |
| 233 | 1965 | Ein klarer Fall – Hauptwachtmeister Schmidt erzählt                       | Hans Siebe                                      | Karl Fischer                                   |
| 234 | 1965 | Das Ende der „Lucky Lady“                                                 | Hans Ahner                                      | Angel Panajotow                                |
| 235 | 1965 | Der Ölfund                                                                | Georg Kubiak                                    | Werner Petrich                                 |
| 236 | 1965 | Sliwowitz und Angst                                                       | Erich Loest                                     | Gerhard Lahr                                   |
| 237 | 1965 | Nepomuk muß sterben – Hauptwachtmeister Schmidt erzählt                   | Hans Siebe                                      | Karl Fischer                                   |
| 238 | 1965 | Tausend Dollar für eine Leiche                                            | Hans von Oettingen                              | Erhard Schreier                                |
| 239 | 1965 | Das Geheimnis des Bergsees                                                | Siegfried Dietrich                              | Reiner Schwalme                                |
| 240 | 1965 | Alarm an der Brücke                                                       | Kurt Herwarth Ball                              | Karl Fischer                                   |
| 241 | 1965 | Der Hexenrichter                                                          | Jakob Julius David                              | Adelhelm Dietzel                               |
| 242 | 1965 | Hochwasser                                                                | Stefan Schoblocher                              | Reiner Schwalme                                |
| 243 | 1966 | Schwarze Ladung – Hauptwachtmeister Schmidt erzählt                       | Hans Siebe                                      | Karl Fischer                                   |
| 244 | 1966 | Von Wölfen umzingelt                                                      | Siegfried Fischer                               | Gerhard Rappus                                 |
| 245 | 1966 | Der Kode                                                                  | Aurel Mihale                                    | Werner Petrich                                 |
| 246 | 1966 | Das Grab des Pharao                                                       | Herbert Schirrmacher                            | Heinz Ebel                                     |
| 247 | 1966 | Flug ins Ungewisse                                                        | Siegfried Dietrich                              | Erhard Schreier                                |
| 248 | 1966 | Der Gletscher kommt                                                       | Kurt Herwarth Ball                              | Reiner Schwalme                                |
| 249 | 1966 | Das Grab im Riedbusch – Hauptwachtmeister Schmidt erzählt                 | Hans Siebe                                      | Karl Fischer                                   |
| 250 | 1966 | Alibi gegen Herrn Stein                                                   | Emil Rudolf Greulich                            | Erhard Schreier                                |
| 251 | 1966 | Im Dämonenwald                                                            | Arne Leonhardt                                  | Karl-Georg Hirsch                              |
| 252 | 1966 | Der Fund im Jagen 7                                                       | Fritz Lotz                                      | Hans Betcke                                    |
| 253 | 1966 | Der Bastard                                                               | Michail Scholochow                              | Horst Bartsch                                  |
| 254 | 1966 | Die goldene Maske                                                         | Kurt David                                      | Gerhard Goßmann                                |
| 255 | 1967 | Herrn Manzonis Begräbnis – Hauptwachtmeister Schmidt erzählt              | Hans Siebe                                      | Karl Fischer                                   |
| 256 | 1967 | Gefährlicher Auftrag                                                      | Siegfried Dietrich                              | Erhard Schreier                                |
| 257 | 1967 | An Bord der „Osaka-Maru“                                                  | Sergei Dikowski                                 | Karl-Heinz Schmidt                             |
| 258 | 1967 | Das unirdische Raumschiff                                                 | Carlos Rasch                                    | Hans Räde                                      |
| 259 | 1967 | Die Falle des Konsuls Sann                                                | Martin Selber                                   | Erhard Schreier                                |
| 260 | 1967 | Zwischenfall im Himmelsgebirge                                            | Siegfried Fischer                               | Reiner Schwalme                                |
| 261 | 1967 | Das Flaschenteufelchen                                                    | Robert Louis Stevenson                          | Günter Lerch                                   |
| 262 | 1967 | Die Trickkiste – Hauptwachtmeister Schmidt erzählt                        | Hans Siebe                                      | Karl Fischer                                   |
| 263 | 1967 | In vierundzwanzig Stunden                                                 | Siegfried Dietrich                              | Heinz Völkel                                   |
| 264 | 1967 | Aufstand in Tyrus                                                         | Heinz Ebert                                     | Gerhard Goßmann                                |
| 265 | 1967 | Razzia am Weihnachtsabend                                                 | Jelisaweta Drabkina                             | Karl Fischer                                   |
| 266 | 1967 | Der Schweiger von Behrat                                                  | Peter Jacobs                                    | Hans Mau                                       |
| 267 | 1968 | Der Tote hat ein Alibi – Hauptwachtmeister Schmidt erzählt                | Hans Siebe                                      | Karl Fischer                                   |
| 268 | 1968 | Die Rückkehr                                                              | E. F. Burian                                    | Erhard Schreier                                |
| 269 | 1968 | Der Wolf im Fadenkreuz                                                    | Fred Dieckmann                                  | Karl Fischer                                   |
| 270 | 1968 | Im Eis des Kometen                                                        | Kurt Herwarth Ball / Lothar Weise               | Hans Räde                                      |
| 271 | 1968 | Harte Kost                                                                | Jack London                                     | Werner Ruhner                                  |
| 272 | 1968 | Front in den Wolken                                                       | Nguyen Dinh Thi                                 | Heinz Völkel                                   |
| 273 | 1968 | Der zweite Schuß – Hauptwachtmeister Schmidt erzählt                      | Hans Siebe                                      | Karl Fischer                                   |
| 274 | 1968 | Der Steppenbär                                                            | Adolf Mammel                                    | Gerhard Goßmann                                |
| 275 | 1968 | Das Ende der „Chattanooga“                                                | Peter Jacobs                                    | Rudolf Grapentin                               |
| 276 | 1968 | Die Knechte                                                               | Michail Schocholow                              | Karl Fischer                                   |
| 277 | 1968 | Der Kurier                                                                | Helmut Meyer                                    | Erhard Schreier                                |
| 278 | 1968 | Der Raub der „Melpomene“                                                  | Georg Kubiak                                    | Hans Mau                                       |
| 279 | 1969 | Papagenos Flöte – Hauptwachtmeister Schmidt erzählt                       | Hans Siebe                                      | Karl Fischer                                   |
| 280 | 1969 | Der letzte Auftrag                                                        | Siegfried Dietrich                              | Jürgen Pansow                                  |
| 281 | 1969 | Atlantisches Rätsel                                                       | Martin Selber                                   | Rudolf Grapentin                               |
| 282 | 1969 | Feuer auf der Akropolis                                                   | Herbert Schirrmacher                            | Erhard Schreier                                |
| 283 | 1967 | Jagd zum Squaw-Bach                                                       | Jack London                                     | Werner Ruhner                                  |
| 284 | 1969 | Der Überläufer                                                            | Jürgen Weinbrecht                               | Hans Räde                                      |
| 285 | 1969 | Ein Kassiber für den Boss – Kriminalmeister Schmidt erzählt               | Hans Siebe                                      | Karl Fischer                                   |
| 286 | 1969 | LUX I auf Solarkurs                                                       | Paul Gerhard Schreiber                          | Erhard Schreier                                |
| 287 | 1969 | Augustgewitter                                                            | Anatoli Schastin                                | Helmut Zielke                                  |
| 288 | 1969 | Im Rücken des Gegners                                                     | Siegfried Dietrich                              | Hans Mau                                       |
| 289 | 1969 | Die Grenze                                                                | Régis Debray                                    | Erhard Schreier                                |
| 290 | 1969 | Im Wasser des Song-Ly                                                     | Peter Frank Ohlsen                              | Heinz Ebel                                     |
| 291 | 1970 | Der Mitternachtslift – Kriminalmeister Schmidt erzählt                    | Hans Siebe                                      | Karl Fischer                                   |
| 292 | 1970 | Rekordflug im Jet-Orkan                                                   | Carlos Rasch                                    | Karl Fischer                                   |
| 293 | 1970 | Scherben-Augusts letzte Tour                                              | Horst Boas                                      | Jürgen Pansow                                  |
| 294 | 1970 | Eine Ziffer über dem Herzen                                               | Jakob Boulanger / Michael Tschesno-Hell         | Erhard Schreier                                |
| 295 | 1970 | Fanyas Flucht                                                             | Adolf Mammel                                    | Karl Fischer / Regina Jaffke                   |
| 296 | 1970 | Der Gefangene der Toba-Indianer                                           | Eduard Klein                                    | Karl Fischer                                   |
| 297 | 1970 | Der Tod fährt Karussell                                                   | Hans Siebe                                      | Erhard Schreier                                |
| 298 | 1970 | Bärenjagd im Chentei                                                      | Kurt David                                      | Hans Räde                                      |
| 299 | 1970 | Im Rettungsboot                                                           | Stephen Crane                                   | Karl Fischer                                   |
| 300 | 1970 | Sprung in die Freiheit                                                    | Henryk Keisch                                   | Wolfgang Przibilla                             |
| 301 | 1970 | Die Thorsteinbande – Die drei von der K                                   | Ulrich Waldner                                  | Karl Fischer                                   |
| 302 | 1970 | Drei sagen nein                                                           | Peter Jacobs                                    | Erhard Schreier                                |
| 303 | 1971 | Gartenzwerge und Pistolen – Kriminalmeister Schmidt erzählt               | Hans Siebe                                      | Jürgen Pansow                                  |
| 304 | 1971 | Der Mann am anderen Ufer                                                  | Jack London                                     | Werner Ruhner                                  |
| 305 | 1971 | Das Schiff im Dunkeln                                                     | Hasso Grabner                                   | Erhard Schreier                                |
| 306 | 1971 | Kreuzweg am Abgrund                                                       | Hans Schneider                                  | Hans Räde                                      |
| 307 | 1971 | Der Prozeß findet nicht statt                                             | Emil Rudolf Greulich                            | Ladislaus Elischer                             |
| 308 | 1971 | Gift vom schwarzen Markt – Die drei von der K                             | Ulrich Waldner                                  | Erhard Schreier                                |
| 309 | 1972 | Havarie                                                                   | Gottfried Kolditz                               | Roland Spörl                                   |
| 310 | 1972 | Die Seepferdchen-Spur – Kriminalmeister Schmidt erzählt                   | Hans Siebe                                      | Jürgen Pansow                                  |
| 311 | 1972 | Die Krallen der Bestie                                                    | Götz R. Richter                                 | Karl Fischer                                   |
| 312 | 1972 | Kupferdraht im Eichensarg – Die drei von der K                            | Ulrich Waldner                                  | Erhard Schreier                                |
| 313 | 1972 | Der Russenschimmel                                                        | Eckhard Rösler                                  | Werner Ruhner (vermutlich, da nicht angegeben) |
| 314 | 1972 | Der Schwalbenkonstrukteur                                                 | Boris Djacenko                                  | Lutz Lüders / Erhard Schreier                  |
| 315 | 1973 | Feuer in Homberg – Kriminalmeister Schmidt erzählt                        | Hans Siebe                                      | Lutz Lüders                                    |
| 316 | 1973 | Die Sklavin                                                               | Friedrich Gerstäcker                            | Erhard Schreier                                |
| 317 | 1973 | Der Täter kam um Mitternacht – Die drei von der K                         | Ulrich Waldner                                  | Karl Fischer                                   |
| 318 | 1973 | Kongomato                                                                 | Michail Jemzew / Jeremei Parnow                 | Erhard Schreier                                |
| 319 | 1973 | Der Sprung vom Heiligen Fisch                                             | Eberhard Panitz                                 | Werner Ruhner                                  |
| 320 | 1973 | Die Kassette – Kriminalmeister Schmidt erzählt                            | Hans Siebe                                      | Hans Mau                                       |
| 321 | 1973 | Im Orkan vor Kamtschatka                                                  | Kurt Herwarth Ball                              | Klaus-Dieter Kubat                             |
| 322 | 1973 | Indianer in Not                                                           | Jack London                                     | Werner Ruhner                                  |
| 323 | 1973 | Der geheimnisvolle Meteorit                                               | Alfred Leman / Hans Taubert                     | Karl Fischer                                   |
| 324 | 1973 | Der goldene Ring                                                          | Ulrich Waldner                                  | Jürgen Pansow                                  |
| 325 | 1973 | Der verlorene Vater                                                       | Herbert Friedrich                               | Jürgen Pansow                                  |
| 326 | 1973 | Aktion „Lilie“                                                            | Stelian Sîrbu                                   | Erhard Schreier                                |
| 327 | 1974 | Baugrund in Tra-Li                                                        | Jack London                                     | Werner Ruhner                                  |
| 328 | 1974 | Der Blitz von Waltershagen – Kriminalmeister Schmidt erzählt              | Hans Siebe                                      | Horst Kleint                                   |
| 329 | 1971 | Der Flüchtling                                                            | Herbert Friedrich                               | Erhard Schreier                                |
| 330 | 1974 | Ein merkwürdiger Fall                                                     | Ulrich Waldner                                  | Karl Fischer                                   |
| 331 | 1974 | Der Wilddieb von Ansbjerg                                                 | Steen Steensen Blicher                          | Werner Ruhner                                  |
| 332 | 1974 | Funktaxi 1734 – Kriminalmeister Schmidt erzählt                           | Hans Siebe                                      | Jürgen Pansow                                  |
| 333 | 1974 | Das Medaillon                                                             | Paul Herbert Freyer                             | Harri Förster                                  |
| 334 | 1974 | Ein Fall für Mr. Sharpin                                                  | Wilkie Collins                                  | Ladislaus Elischer                             |
| 335 | 1974 | Verbannt auf Galápagos                                                    | José Maria Rocafuerte                           | Dagmar Lass                                    |
| 336 | 1974 | Der große Tag des Kurtchen Vogelsang – Die drei von der K                 | Ulrich Waldner                                  | Horst Kleint                                   |
| 337 | 1974 | Der Morgen im Steinbruch                                                  | Dimiter Gulew                                   | Bernhard Kluge                                 |
| 338 | 1974 | Die Traumfalle                                                            | Fred Hubert                                     | Karl Fischer                                   |
| 339 | 1975 | Der Mord an Amilcar Cabral                                                | Michael Wolf                                    | Karl Fischer                                   |
| 340 | 1975 | Die Komplizen – Kriminalmeister Schmidt erzählt                           | Hans Siebe                                      | Peter Muzeniek                                 |
| 341 | 1975 | Gesucht wird Wassil Lewski                                                | Otto Emersleben                                 | Horst Kleint                                   |
| 342 | 1975 | Gefährlicher Alleingang                                                   | Kurt Herwarth Ball / Joachim Panzer             | Karl Fischer / Hans Mau                        |
| 343 | 1975 | Schnelle Hirsche – Die drei von der K                                     | Ulrich Waldner                                  | Karl Fischer                                   |
| 344 | 1975 | Der Sheriff von Siskyou                                                   | Bret Harte                                      | Harri Förster                                  |
| 345 | 1975 | Kurs zur Erde                                                             | Klaus Frühauf                                   | Jürgen Pansow                                  |
| 346 | 1975 | Mapuhis Haus                                                              | Jack London                                     | Peter Muzeniek                                 |
| 347 | 1975 | Geständnis in den Feuerbergen                                             | Fritz Gottschalk                                | Horst Kleint                                   |
| 348 | 1975 | Der letzte Zoll                                                           | James Aldridge                                  | Karl Fischer                                   |
| 349 | 1975 | Der Teufel mit dem Bischofshut                                            | Gerhard Schmidt                                 | Günther Lück / Brigitte Ullmann                |
| 350 | 1975 | Raumschiff „Neptun“ kehrt um                                              | Hans-Jürgen Dittfeld                            | Günther Lück                                   |
| 351 | 1976 | Der tödliche Schuß – Die drei von der K                                   | Ulrich Waldner                                  | Karl Fischer                                   |
| 352 | 1976 | Blutiges Gold                                                             | Fritz Gottschalk                                | Karl Fischer                                   |
| 353 | 1976 | Perlentaucher in der Frances Bay                                          | Joachim Specht                                  | Günther Lück                                   |
| 354 | 1976 | Der unsterbliche Mr. Cooper                                               | Frank Petermann                                 | Ludwig Winkler                                 |
| 355 | 1976 | Der Partner                                                               | Joseph Conrad                                   | Harri Förster                                  |
| 356 | 1976 | Einladung nach Klaipeda                                                   | Jan Eik                                         | Ruth Kotsch                                    |
| 357 | 1976 | Die Sterntafeln des Ulug Beg                                              | Otto Emersleben                                 | Peter Becker                                   |
| 358 | 1976 | Die Fahrt nach Bunowo                                                     | Petyr Slawinski                                 | Günther Lück                                   |
| 359 | 1976 | Die Heimat ist weit                                                       | Eduard Claudius                                 | Harri Förster                                  |
| 360 | 1976 | Jäger und Gejagte                                                         | Fritz Gottschalk                                | Jürgen Haufe                                   |
| 361 | 1976 | Der Marssturm                                                             | Frank Quilitzsch                                | Wolfgang Freitag                               |
| 362 | 1976 | Der Nachkomme McCoys                                                      | Jack London                                     | Jutta de Maizière                              |
| 363 | 1977 | Ein Toter kommt nach Wiedenau                                             | Hans Siebe                                      | Karl Fischer                                   |
| 364 | 1977 | Das Tagebuch lügt nicht                                                   | Alina und Czesław Centkiewicz                   | Jutta de Maizière                              |
| 365 | 1977 | Der Haifischkäfig                                                         | James Aldridge                                  | Heinke Holm                                    |
| 366 | 1977 | Insel des Proteus                                                         | Stanley G. Weinbaum                             | Thomas Franke                                  |
| 367 | 1977 | Der Turm des Todes                                                        | Otto Emersleben                                 | Peter Becker                                   |
| 368 | 1977 | Die Teufel von Fuatino                                                    | Jack London                                     | Eva Groh                                       |
| 369 | 1977 | Die Wette                                                                 | Eckhard Rösler                                  | Günther Lück                                   |
| 370 | 1977 | Allein an Bord                                                            | Igor Podkolsin                                  | Horst Kleint, Günter Lück                      |
| 371 | 1977 | Die Tür des Sire de Malétroit                                             | Robert Louis Stevenson                          | Bernhard Kluge                                 |
| 372 | 1977 | Revolte auf dem Kreuzer                                                   | Paul Herbert Freyer                             | Karl Fischer                                   |
| 373 | 1977 | Am Fluß Baidamtal                                                         | Tschingis Aitmatow                              | Jutta de Maizière                              |
| 374 | 1977 | Der Fluch von Maralinga                                                   | Walter Kaufmann                                 | Harry Jürgens                                  |
| 375 | 1978 | Mauki                                                                     | Jack London                                     | Jürgen Wagner                                  |
| 376 | 1978 | Eine halbe Million im Dornenbusch                                         | Bertalan Mág                                    | Peter Laube & Günter Lück                      |
| 377 | 1978 | Mondgeld                                                                  | Slaw Chr. Karaslawow                            | Günther Lück                                   |
| 378 | 1978 | Der seltsame Funkspruch                                                   | Lew Stekolnikow                                 | Werner Ruhner                                  |
| 379 | 1978 | Tamango                                                                   | Prosper Mérimée                                 | Ursula Schneider                               |
| 380 | 1978 | Paraipagold                                                               | Joachim Specht                                  | Dieter Schmidt (Grafiker)                      |
| 381 | 1978 | Weekend in Guatemala                                                      | Miguel Angel Asturias                           | Günther Lück                                   |
| 382 | 1978 | Der Fluch der Konquista                                                   | Otto Emersleben                                 | Karl Fischer                                   |
| 383 | 1978 | Der Tod des Geigers                                                       | Herbert Friedrich                               | Frank Töppe                                    |
| 384 | 1978 | Der schwarze Tod                                                          | Annegret und Rolf Hofmann                       | Karl Fischer                                   |
| 385 | 1978 | Ferien in Vietkevitz                                                      | Jan Eik                                         | Günther Lück                                   |
| 386 | 1978 | Havariefall Lun-ALF 17                                                    | Karl-Heinz Tuschel                              | Michael de Maizière                            |
| 387 | 1979 | Das Wrack                                                                 | Friedrich Gerstäcker                            | Petra-Gundula Kurze                            |
| 388 | 1979 | Zwei weiße Orchideen                                                      | Dorothea Kleine                                 | Klaus Brandt                                   |
| 389 | 1979 | Die Gäste aus Loge zwei                                                   | Andor Fóti                                      | Jürgen Wagner                                  |
| 390 | 1979 | Jakow und seine Frau                                                      | Herbert Friedrich                               | Peter Israel                                   |
| 391 | 1979 | Kreuzfahrt im Teufelsdreieck                                              | Günter Koch                                     | Uwe Häntsch                                    |
| 392 | 1979 | Der Streit der Wölfe                                                      | Fritz Gottschalk                                | Günther Lück / Bernhard Kluge                  |
| 393 | 1979 | Paul Jones                                                                | Theodor Mügge                                   | Gert Bachmann                                  |
| 394 | 1979 | Mein Name war Wolf                                                        | Atanos Motschurow                               | Karl Fischer                                   |
| 395 | 1979 | Die Regenbogenspur                                                        | Eckhard Rösler                                  | Günther Lück                                   |
| 396 | 1979 | Die Perlen des alten Parlay                                               | Jack London                                     | Reiner Schwalme                                |
| 397 | 1979 | SOS von BioSat                                                            | Karl-Heinz Tuschel                              | Michael & Jutta de Maizière                    |
| 398 | 1979 | Fahndung nach IG 44-17                                                    | Heinz Beck                                      | Günther Lück                                   |
| 399 | 1980 | Flucht über die Berge                                                     | To Hoai                                         | Karl Fischer                                   |
| 400 | 1980 | Pique Dame                                                                | Alexander Puschkin                              | Uwe Häntsch                                    |
| 401 | 1980 | Experiment Antimaterie                                                    | Karl-Heinz Tuschel                              | Jutta de Maizière                              |
| 402 | 1980 | Gift im Ozean                                                             | Manfred Schütz                                  | Karl Fischer                                   |
| 403 | 1980 | Der geheime Flugplatz                                                     | Pjotr Ignatow                                   | Reiner Schwalme                                |
| 404 | 1980 | Soosies dunkle Odyssee                                                    | Farley Mowat                                    | Werner Ruhner                                  |
| 405 | 1980 | Hinab in den Maelström                                                    | Edgar Allan Poe                                 | Walter Gorski                                  |
| 406 | 1980 | Der Ketzer aus Nola                                                       | Otto Emersleben                                 | Karl Fischer                                   |
| 407 | 1980 | Tatmotive                                                                 | Hans Siebe                                      | Günther Lück                                   |
| 408 | 1980 | Der Vorposten                                                             | Joseph Conrad                                   | Dieter Schmidt                                 |
| 409 | 1980 | Der Mann mit den Flügeln                                                  | Hans Ahner                                      | Jörn Hennig                                    |
| 410 | 1980 | In den Red-River-Sümpfen                                                  | Friedrich Gerstäcker                            | Harri Förster                                  |
| 411 | 1981 | Die Methode des Dr. Quin                                                  | Janusz A. Zajdel                                | Stephan Rosenthal                              |
| 412 | 1981 | Sherlock Holmes und der Tiger von San Pedro                               | Arthur Conan Doyle                              | Karl Fischer                                   |
| 413 | 1981 | Das Speckgespenst. Erinnerungen dreier Kriminalisten                      | Hans Siebe                                      | Günther Lück                                   |
| 414 | 1981 | Sein letzter Tag                                                          | Heinz Kruschel                                  | Reiner Schwalme                                |
| 415 | 1981 | Flucht in die Unsterblichkeit. Die Entdeckung des Pazifischen Ozeans 1513 | Stefan Zweig                                    | Karl Fischer                                   |
| 416 | 1981 | Der Gegenangriff                                                          | Boris Wassiljew                                 | Jörn Hennig                                    |
| 417 | 1981 | Tödlicher Wind                                                            | Hans Ahner                                      | Günther Lück                                   |
| 418 | 1981 | Computerspuk in Kosmograd                                                 | Karl-Heinz Tuschel                              | Jutta de Maizière                              |
| 419 | 1981 | Schwarz und Weiß                                                          | Friedrich Gerstäcker                            | Karl Fischer                                   |
| 420 | 1981 | Der Ausbruch der Unsichtbaren                                             | Otto Wiesner                                    | Martha Hoffmann                                |
| 421 | 1981 | Das gelbe Trikot                                                          | Günter Teske                                    | Karl Fischer                                   |
| 422 | 1981 | Der Kapuzenmann                                                           | Günter Koch                                     | Heinz Wolf                                     |
| 423 | 1982 | Der Sturm auf die Mühle                                                   | Émile Zola                                      | Hans Jürgen Weiden                             |
| 424 | 1982 | Die Revision                                                              | Alfred Leman                                    | Karl Fischer                                   |
| 425 | 1982 | Der schwarze Steuermann                                                   | Joseph Conrad                                   | Werner Ruhner                                  |
| 426 | 1982 | Das Kartenhaus                                                            | Wolfgang Mittmann                               | Karl Fischer                                   |
| 427 | 1982 | Das gefleckte Band                                                        | Arthur Conan Doyle                              | Jörn Hennig                                    |
| 428 | 1982 | Besuch aus dem Kosmos                                                     | Kir Bulytschow                                  | Günther Lück                                   |
| 429 | 1982 | Das Camp am Burdekinfluß                                                  | Joachim Specht                                  | Uwe Häntsch                                    |
| 430 | 1982 | Das Geheimnis der Mascons                                                 | Karl-Heinz Tuschel                              | Jutta de Maizière                              |
| 431 | 1982 | Das Haus am Steilhang                                                     | Stanislaw Rodionow                              | Karl Fischer                                   |
| 432 | 1982 | Das Kamelauge                                                             | Tschingis Aitmatow                              | Günther Lück                                   |
| 433 | 1982 | Sturmnacht am Großen Steinkap                                             | Otto Emersleben                                 | Michael Gundermann                             |
| 434 | 1982 | Die Kunst des Kochens                                                     | Omar Saavedra Santis                            | Karl Fischer                                   |
| 435 | 1983 | Else von der Tanne                                                        | Wilhelm Raabe                                   | Gudrun Olthoff                                 |
| 436 | 1983 | Das Geheimnis im toten Stollen                                            | Horst Ansorge                                   | Gerhard Medoch                                 |
| 437 | 1983 | Kapitän Nemos letztes Abenteuer                                           | Josef Nesvadba                                  | Michael Gundermann                             |
| 438 | 1983 | Der große weite Flug                                                      | Hans Ahner                                      | Karl-Heinz Döring                              |
| 439 | 1983 | Die Qualen der Hölle                                                      | Ryunosuke Akutagawa                             | Karl Fischer                                   |
| 440 | 1983 | Grenzzwischenfall                                                         | Pawel Petunin                                   | Günther Lück                                   |
| 441 | 1983 | Planet der Windharfen                                                     | Michael Szameit                                 | Reiner Schwalme                                |
| 442 | 1983 | Landung im Reich Mueragbutos                                              | Otto Emersleben                                 | Michael Gundermann                             |
| 443 | 1983 | Silver Blaze                                                              | Arthur Conan Doyle                              | Johannes Christian Rost                        |
| 444 | 1983 | Projekt Pandora                                                           | Karl-Heinz Tuschel                              | Jutta de Maizière                              |
| 445 | 1983 | Der Tote in der Arktis                                                    | Horst Czerny                                    | Karl Fischer                                   |
| 446 | 1983 | An einem stillen Abend                                                    | Emilijan Stanew                                 | Reiner Schwalme                                |
| 447 | 1984 | Korallen des Alls                                                         | Angela Steinmüller und Karlheinz Steinmüller    | Günther Lück                                   |
| 448 | 1984 | Die Schrottkulis                                                          | Claus Zander                                    | Karl Fischer                                   |
| 449 | 1984 | Das Gäßchen der Madama Lucrezia                                           | Prosper Mérimée                                 | Reiner Schwalme                                |
| 450 | 1984 | Am Rande des Wassers                                                      | Otto Emersleben                                 | Günther Lück                                   |
| 451 | 1984 | Das Goldene Idol                                                          | Anatoli Malachow                                | Karl-Heinz Döring                              |
| 452 | 1984 | Das rote Gasthaus                                                         | Honoré de Balzac                                | Günther Lück                                   |
| 453 | 1984 | Tödliche Kurve                                                            | Hans Schneider                                  | Karl Fischer                                   |
| 454 | 1984 | Der Fall Thor-Brücke                                                      | Arthur Conan Doyle                              | Johannes Christian Rost                        |
| 455 | 1984 | Unter Korjaken                                                            | Alexandr Iwanow                                 | Reiner Schwalme                                |
| 456 | 1984 | Die Dreißigtausend-Dollar-Erbschaft                                       | Mark Twain                                      | Karl Fischer                                   |
| 457 | 1984 | Das Risiko                                                                | Boris Nikolski                                  | Karl Fischer                                   |
| 458 | 1984 | Der Unfall Bilkauer Landstraße                                            | Hans Siebe                                      | Reiner Schwalme                                |
| 459 | 1985 | Der Walfänger                                                             | Friedrich Gerstäcker                            | Günther Lück                                   |
| 460 | 1985 | Die Todsünde                                                              | Gerhard Schmidt                                 | Karl Fischer                                   |
| 461 | 1985 | Das Gold von Caxamalca                                                    | Jakob Wassermann                                | Reiner Schwalme                                |
| 462 | 1985 | Duell in den Alpen                                                        | Sergei Naumow                                   | Rudolf Grapentin                               |
| 463 | 1985 | Das Geheimnis um die Mauritius                                            | Juri Perow                                      | Günther Lück                                   |
| 464 | 1985 | Tippet                                                                    | Joachim Specht                                  | Karl Fischer                                   |
| 465 | 1985 | Das Siwash-Mädchen                                                        | Emil Droonberg                                  | Reiner Schwalme                                |
| 466 | 1985 | Des Teufels Suppe                                                         | Günter Teske                                    | Karl Fischer                                   |
| 467 | 1985 | Im Schatten der Kuppel                                                    | Zdeněk Volný                                    | Karl Fischer                                   |
| 468 | 1985 | Die Zeppelinkatastrophe                                                   | Hans Ahner                                      | Werner Ruhner                                  |
| 469 | 1985 | Ein Ölbrand                                                               | Karl May                                        | Rudolf Grapentin                               |
| 470 | 1985 | Raumsprünge                                                               | Karsten Kruschel                                | Karl Fischer                                   |
| 471 | 1986 | Die Feinde des Berges                                                     | Willi Bredel                                    | Günther Lück                                   |
| 472 | 1986 | Ein einfacher Fall der Statistik                                          | Hana Prošková                                   | Werner Ruhner                                  |
| 473 | 1986 | Zwischenfall auf der Eulenfluß-Brücke                                     | Ambrose Bierce                                  | Reiner Schwalme                                |
| 474 | 1986 | Vierhundertachtzig Minuten                                                | Hans Bach                                       | Karl Fischer                                   |
| 475 | 1986 | Halluzinationen                                                           | Wladimir Malow                                  | Werner Ruhner                                  |
| 476 | 1986 | Gustav Adolfs Page                                                        | Conrad Ferdinand Meyer                          | Günther Lück                                   |
| 477 | 1986 | Vikonda                                                                   | Carlos Rasch                                    | Karl Fischer                                   |
| 478 | 1986 | Die Testflieger                                                           | Hans Ahner                                      | Jürgen Wagner                                  |
| 479 | 1986 | Eine Winternacht im Felsengebirge                                         | Emil Droonberg                                  | Michael Gundermann                             |
| 480 | 1986 | Der Mann aus Alaska                                                       | Wolf Weitbrecht                                 | Karl Fischer                                   |
| 481 | 1986 | Das Zelt in der Taiga                                                     | Anatoli Klestschenko                            | Karl-Heinz Döring                              |
| 482 | 1986 | Tödliches Feuer                                                           | Klaus-Dieter Bank                               | Günther Lück                                   |
| 483 | 1987 | Südkurve                                                                  | Klaus W. Hoffmann / Bernd Roggenwallner         | Karl Fischer                                   |
| 484 | 1987 | Eine Odyssee des Nordens                                                  | Jack London                                     | Günther Lück                                   |
| 485 | 1987 | Der schwarze Stein                                                        | Abduhakim Fasylow                               | Karl Fischer                                   |
| 486 | 1987 | Porzellanraub                                                             | Otto Bonhoff                                    | Günther Lück                                   |
| 487 | 1987 | Der Pfad durch die Zeit                                                   | Uwe Rieger                                      | Karl Fischer                                   |
| 488 | 1987 | Gespenster                                                                | Iwan Turgenew                                   | Werner Ruhner                                  |
| 489 | 1987 | Nach der Havarie                                                          | Peter Müller                                    | Günther Lück                                   |
| 490 | 1987 | Sturm über der Steppe                                                     | Michail Scholochow                              | Reiner Schwalme                                |
| 491 | 1987 | Die Marquise de la Pivardiere                                             | E. T. A. Hoffmann                               | Karl-Heinz Döring                              |
| 492 | 1987 | Sturm auf den Südpol                                                      | Horst Czerny                                    | Günther Lück                                   |
| 493 | 1987 | Die schöne Abigail                                                        | Paul Heyse                                      | Reiner Schwalme                                |
| 494 | 1987 | Gastspiel in Dabentin                                                     | Hans Siebe                                      | Günther Lück                                   |
| 495 | 1988 | Drei-Sieben-As                                                            | Wladimir Tendrjakow                             | Karl Fischer                                   |
| 496 | 1988 | Feuer Backbord voraus                                                     | Helmut Bürger                                   | Thomas Binder                                  |
| 497 | 1988 | Der Schneesturm                                                           | Lew Tolstoi                                     | Jürgen Wagner                                  |
| 498 | 1988 | Montags Schließtag                                                        | Heinz Beck                                      | Karl Fischer                                   |
| 499 | 1988 | Das Computerparadies                                                      | Anatoli Schalin                                 | Günther Lück                                   |
| 500 | 1988 | Das Gespenst von Canterville                                              | Oscar Wilde                                     | Werner Ruhner                                  |
| 501 | 1988 | Die kleinen grünen Männer                                                 | Otto Werner Förster                             | Günther Lück                                   |
| 502 | 1988 | Das Soldatenherz                                                          | Joseph Conrad                                   | Karl Fischer                                   |
| 503 | 1988 | Der lange Weg nach Selbu                                                  | Kerstin Schuhknecht                             | Harri Förster                                  |
| 504 | 1988 | Perfekte Kontrolle                                                        | Hans-Peter Höschel                              | Werner Ruhner                                  |
| 505 | 1988 | Der Tod des Ballonfahrers                                                 | Otto Bonhoff                                    | Karl Fischer                                   |
| 506 | 1988 | Bis ins kleinste Detail                                                   | Leonelo Abello Mesa                             | Karl Fischer                                   |
| 507 | 1989 | Der Doktor, der Student und Mitja                                         | Juri Trifonow                                   | Karl Fischer                                   |
| 508 | 1989 | Amy Foster                                                                | Joseph Conrad                                   | Karl Fischer                                   |
| 509 | 1989 | SOS aus dem Eis                                                           | Horst Czerny                                    | Günther Lück                                   |
| 510 | 1989 | Die Silikaten                                                             | Peter Müller                                    | Günther Lück                                   |
| 511 | 1989 | Die Dschunke                                                              | Friedrich Gerstäcker                            | Erhard Schreier                                |
| 512 | 1989 | Menschen ohne Vergangenheit                                               | Iwan Frolow                                     | Karl Fischer                                   |
| 513 | 1989 | Die Sühnemesse / Der Rekrut                                               | Honoré de Balzac                                | Günther Lück                                   |
| 514 | 1989 | Hannibals Rache                                                           | Rolf Krohn                                      | Karl Fischer                                   |
| 515 | 1989 | Tod auf Guadeloupe                                                        | Maryse Condé                                    | Günther Lück                                   |
| 516 | 1989 | Zeitalter                                                                 | Klaus Kießling                                  | Karl Fischer                                   |
| 517 | 1989 | Die Familie des Vampirs                                                   | Alexei Tolstoi                                  | Werner Ruhner                                  |
| 518 | 1989 | Wettlauf am Himmel                                                        | Hans Ahner                                      | Karl-Heinz Döring                              |
| 519 | 1990 | Das Jackson-Syndrom                                                       | Jaroslav Veis                                   | Erhard Schreier                                |
| 520 | 1990 | Das alte Haus in der Halfmannstraße                                       | Paul Narloch                                    | Karl Fischer                                   |
| 521 | 1990 | Vanina Vanini                                                             | Stendhal                                        | Günther Lück                                   |
| 522 | 1990 | Zorn in den Townships                                                     | Klaus-Dieter Bank                               | Karl Fischer                                   |